# 分極連続体モデル
分極連続体モデル（ぶんきょくれんぞくたいモデル、polarizable continuum model, PCM）とは、計算化学の分野において溶媒効果を取り扱うために広く用いられる手法である。溶媒仲介反応をモデル化する際、溶媒を構成する分子1つ1つを別個に分子として取り扱うと計算コストが大きくなりすぎてしまい、取り扱うことができなくなる。そこで、溶媒を分子の形ではなく分極する連続体として扱えば、第一原理計算が可能となる。よく使われる分極連続体モデルには2種類あり、1つは連続体を分極するものとして扱う誘電体分極連続体モデル (dielectric PCM, D-PCM) 、もう1つは連続体を COSMO 法 で用いられるものに似た、導電体的なものとして扱う C-PCM (conductor-like PCM) である。
分子の溶媒和ギブズエネルギーは次のように3つの項の和として表わされる。
Gsol = Ges + Gdr + Gcav
Ges =静電項
Gdr =分散力-斥力項
Gcav =キャビテーション項
電荷移動効果も溶媒和の一部として扱われる場合がある。
PCM 溶媒和モデルは、GAUSSIAN, GAMESS, JDFTx などの量子化学計算パッケージにおいて、1点エネルギー計算および勾配計算が可能な形で利用できる。
2002年発表の論文の著者らは、溶質・溶媒相互作用において非静電的効果が支配的な場合、PCM での取扱に限界があることを観察している。以下にその論文の概要からの引用を示す。 "Since only electrostatic solute-solvent interactions are included in the PCM, our results lead to the conclusion that, for the seven molecules studied, in cyclohexane, acetone, methanol, and acetonitrile electrostatic effects are dominant while in carbon tetrachloride, benzene, and chloroform other nonelectrostatic effects are more important."
PCM を積分方程式形式に直したものも広く用いられている。
PCM は、多層溶媒和アプローチにおける外層溶媒和の取扱いにも用いられる。